# Daniel Forsell
Karl Eric Daniel Forsell, född 4 januari 1982 i Tuve församling i Göteborg, är en svensk fotbollsspelare (försvarare) som spelat för BK Häcken och Utsiktens BK.

## Karriär
Forsells moderklubb är Tuve IF. Han gjorde sin första A-lagssäsong med BK Häcken 2001. Han debuterade i Superettan 2002. I april 2013, efter 13 säsonger i klubbens A-lag, beslutade Forsell att avsluta sin elitkarriär. Han spelade totalt 149 seriematcher för Häcken varav 107 från start.
I juli 2013 återvände han till fotbollen då han skrev på för Utsiktens BK. Han debuterade i en match mot IS Halmia och spelade nio matcher under höstsäsongen. I december samma år förlängde han sitt kontrakt med klubben över säsongen 2014. Utsikten gick upp i Superettan och Forsell förlängde sitt kontrakt över säsongen 2015. Forsell lämnade klubben i samband med att hans kontrakt gick ut efter säsongen 2015.